# Pohnpei császárlégykapó
A Pohnpei császárlégykapó (Myiagra pluto) a madarak osztályának verébalakúak (Passeriformes) rendjébe és a császárlégykapó-félék (Monarchidae) családjába  tartozó faj.

## Rendszerezése
A fajt Otto Finsch német ornitológus írta le 1876-ban.

## Előfordulása
Mikronézia területén honos. Természetes élőhelyei szubtrópusi és trópusi síkvidéki esőerdők, valamint vidéki kertek. Állandó, nem vonuló faj.

## Megjelenése
Testhossza 15 centiméter.

## Életmódja
Rovarokkal táplálkozik.

## Természetvédelmi helyzete
Az elterjedési területe kicsi, egyedszáma viszont stabil. A Természetvédelmi Világszövetség Vörös listáján nem fenyegetett fajként szerepel.

## Külső hivatkozások
- Képek az interneten a fajról
- Xeno-canto.org - a faj hangja és elterjedési területe